# Coltricia focicola
Coltricia focicola är en svampart som först beskrevs av Berk. & M.A. Curtis, och fick sitt nu gällande namn av William Alphonso Murrill 1908. Coltricia focicola ingår i släktet Coltricia och familjen Hymenochaetaceae.   Inga underarter finns listade i Catalogue of Life.